# 佩爾塞峰

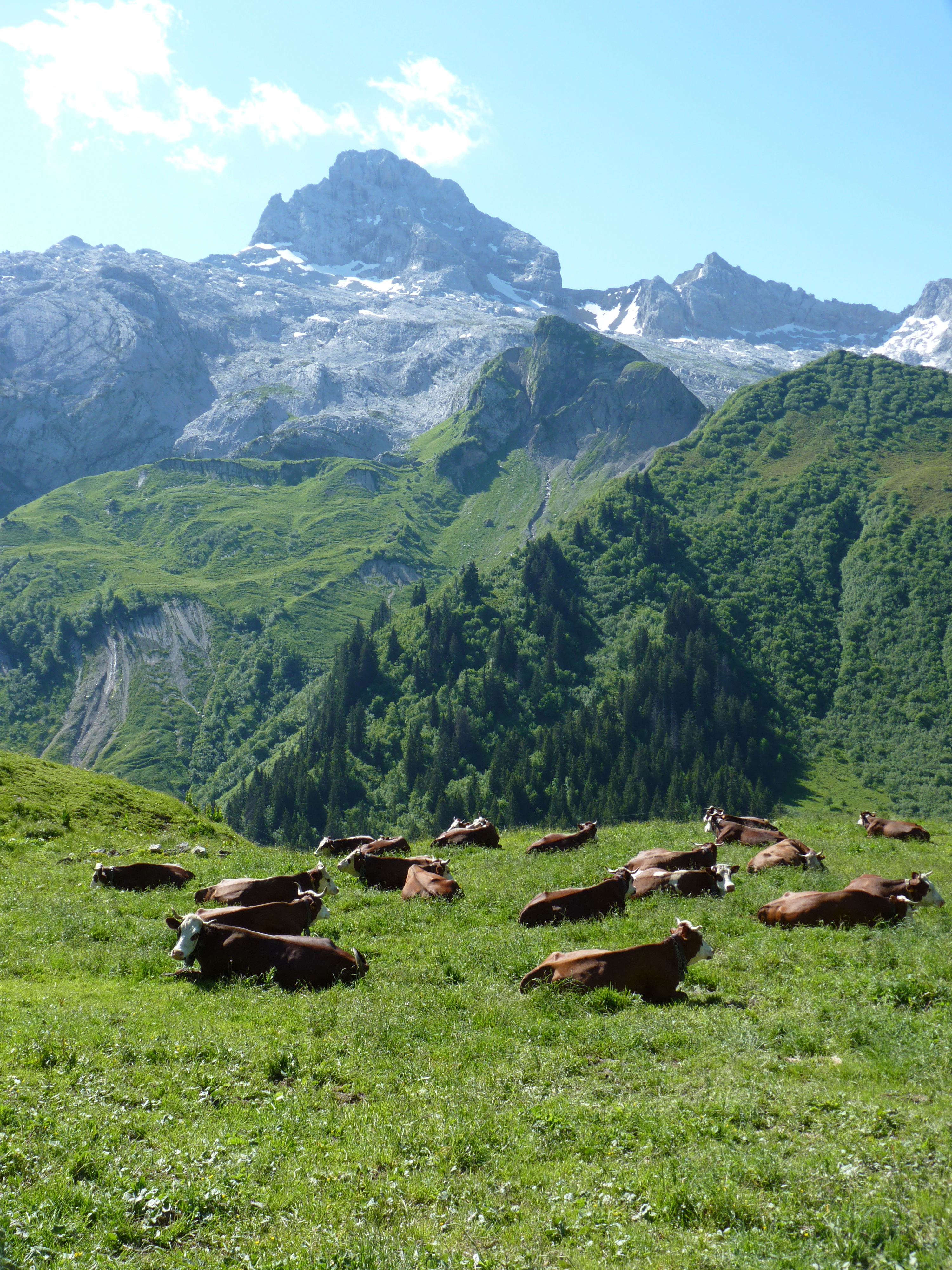

45°57′20″N 06°33′22″E / 45.95556°N 6.55611°E
佩爾塞峰（法語：Pointe Percée），是法國的山峰，位於該國東南部，由上薩瓦省負責管轄，屬於阿拉維山脈的一部分，海拔高度2,753米，每年平均降雨量1,567毫米，人類在1865年首次登頂。